# Pflanzen-Kölle
Die Pflanzen-Kölle Gartencenter GmbH & Co. KG ist eine deutsche mittelständische Handelsgruppe, die in ihren Filialen Pflanzen, Gartenbedarf und -möbel sowie Kleintiere und Tierbedarf verkauft. Der Hauptsitz der Gesellschaft ist in Heilbronn.

## Geschichte
1818 legte David Kölle in Ulm die Grundsteine des Unternehmens. Sein Sohn Wilhelm eröffnete 1859 eine Gärtnerei für Rosen in Augsburg. Im Laufe der Jahre entwickelte sich die Rosengärtnerei zum kaiserlich-königlichen Hoflieferanten des damaligen deutschen Kronprinzen, dem späteren Kaiser Wilhelm II., und König Ludwig II. von Bayern. Das Rosenzucht-Areal umfasste in Augsburg acht Hektar mit acht Gewächshäusern und Frühbeeten auf einem Flächenraum von 34 Ar. Im Frühling des Jahres 1883 wurde die Anzahl der Rosenstöcke auf 1.700 bis 1.800 geschätzt mit rund einer halben Million Blüten. Mit ihren Rosen gewannen Kölle & Cie. mehrere Preise: Vier Preise und den Königspreis in München bei einer Ausstellung im dortigen Glaspalast sowie eine Goldmedaille der Sparte Rosenkultur der Bayerischen Landes-Gewerbe-, Industrie- und Kunstausstellung in Nürnberg 1882.
Nachdem der Betrieb durch den Enkel des Firmengründers, Wilhelm Kölle jr., übernommen worden war, wurde er 1890 des Klimas wegen nach Heilbronn verlegt. Wilhelm Kölles Sohn Hugo erweiterte die Gärtnerei um eine Baumschule mit Vollsortiment und um einen Ausführungsbetrieb. Er gehörte seit 1930 der NSDAP an, war für sie als Stadtrat und ab 1933  als Bürgermeister (Stellvertreter des Heilbronner NSDAP-Oberbürgermeisters Heinrich Gültig) tätig und wurde 1934 zum Landesfachwart Gartenbau, 1942 zum Reichsfachwart Gartenbau ernannt.
Nach Kriegsende 1945 wurden vorerst die dringend benötigten Obstbäume gezüchtet und verkauft. 1956 eröffnete Pflanzen-Kölle das erste Gartencenter in Europa.
Ab 1962 wurden weitere Gartencenter und Blumenbetriebe in Deutschland eröffnet. Die derzeitigen (Januar 2017) Standorte sind:
- Region Berlin-Brandenburg 5×
- Hamburg
- Heilbronn
- München 2×
- Nürnberg
- Region Stuttgart 2×
- Wiesbaden-Biebrich

Diese bieten heute ein Warensortiment von rund 40.000 Artikeln an. Darüber hinaus verfügt Pflanzen-Kölle über eigene Baumschulen und Gärtnereien.

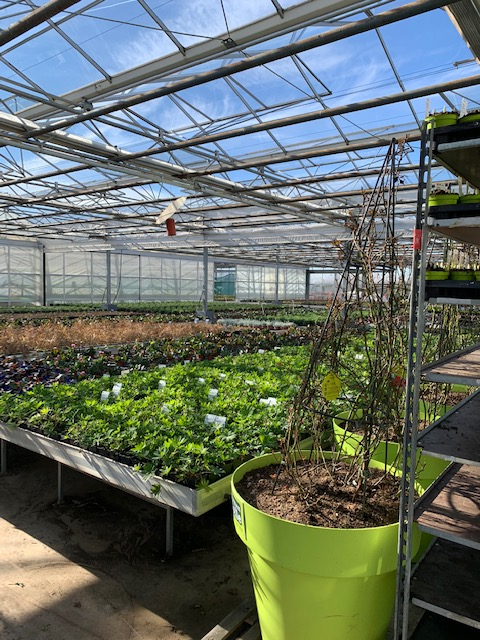
Baumschule Heilbronn

2003 erhielt Pflanzen-Kölle den Deutschen Handelspreis in der Kategorie Management-Leistung.